# セント・アサフ
セント・アサフ (St Asaph) は、イギリス・ウェールズのデンビーシャーにある都市。人口は3,485人（2021年）だが、シティの称号を持っている。シティの周辺は農地が広がる。近くにデンビー城がある。
初期の住人たちは、1978年にウェールズ大学のチームによって発掘されたポントネウイズという付近にある旧石器時代のサイトに住んでいた。1981年に発掘された歯や顎の骨の一部は、22万5千年も前のものであった。この場所は、ユーラシアにおいてヒト科の動物の骨が見つかった最北西の場所である。

## 出身人物
- イアン・ラッシュ - サッカー選手
- チェド・エバンス - サッカー選手

## 姉妹都市
- フランス ベガール